# Xã Salem, Quận Olmsted, Minnesota
Xã Salem (tiếng Anh: Salem Township) là một xã thuộc quận Olmsted, tiểu bang Minnesota, Hoa Kỳ. Năm 2010, dân số của xã này là 1.086 người.